# دومينيكوس بوم
دومينيكوس بوم (بالألمانية: Dominikus Böhm)‏ (و. 1880 – 1955 م) هو مهندس معماري، وأستاذ جامعي من ألمانيا . ولد في Jettingen-Scheppach .
وهو عضو في Deutscher Werkbund .
توفي في كولونيا .

## جوائز
حصل على جوائز منها:
- Commander's Cross of the Order of Merit ofthe Federal Republic of Germany
- knight of St. Sylvester.

## معرض صور

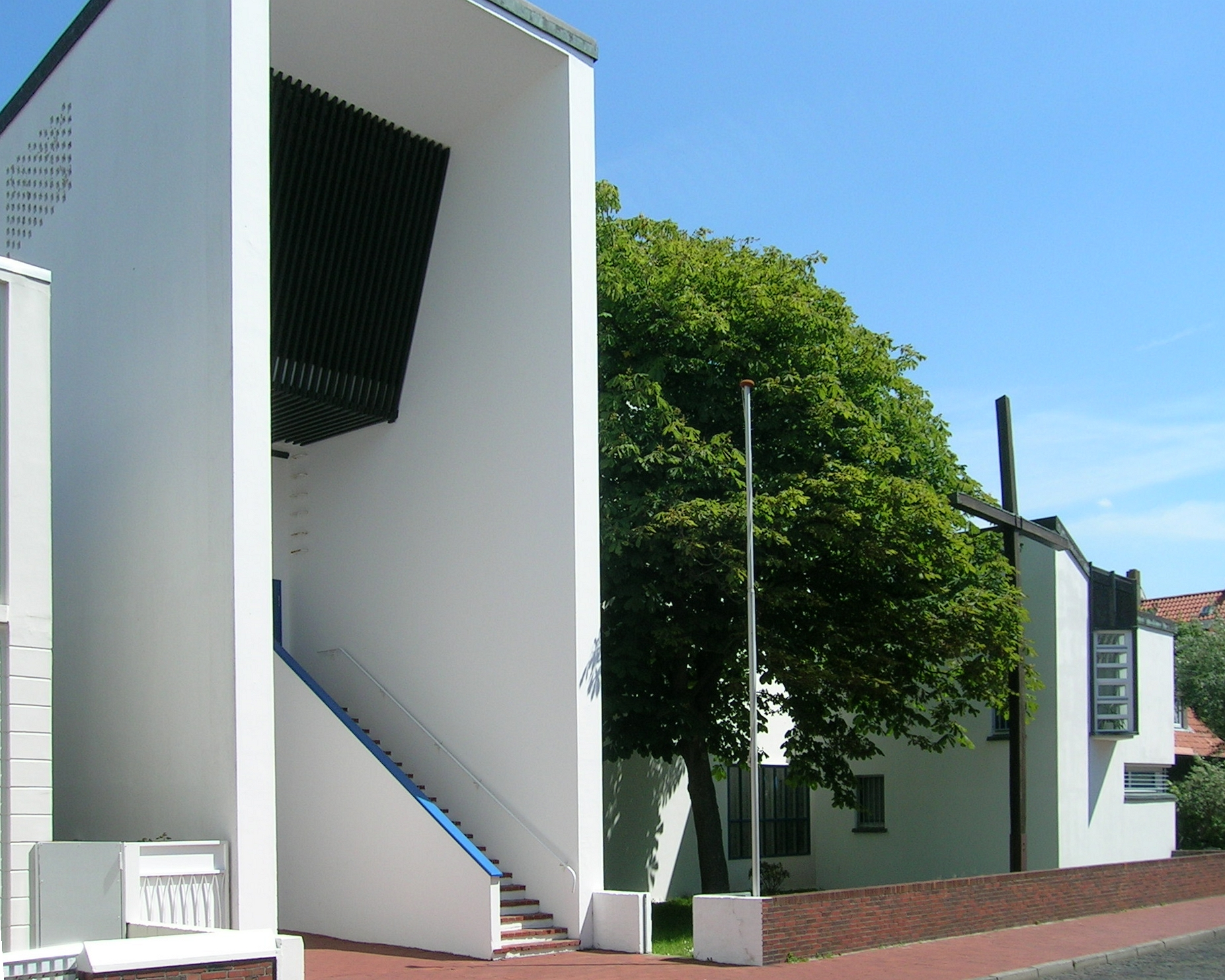
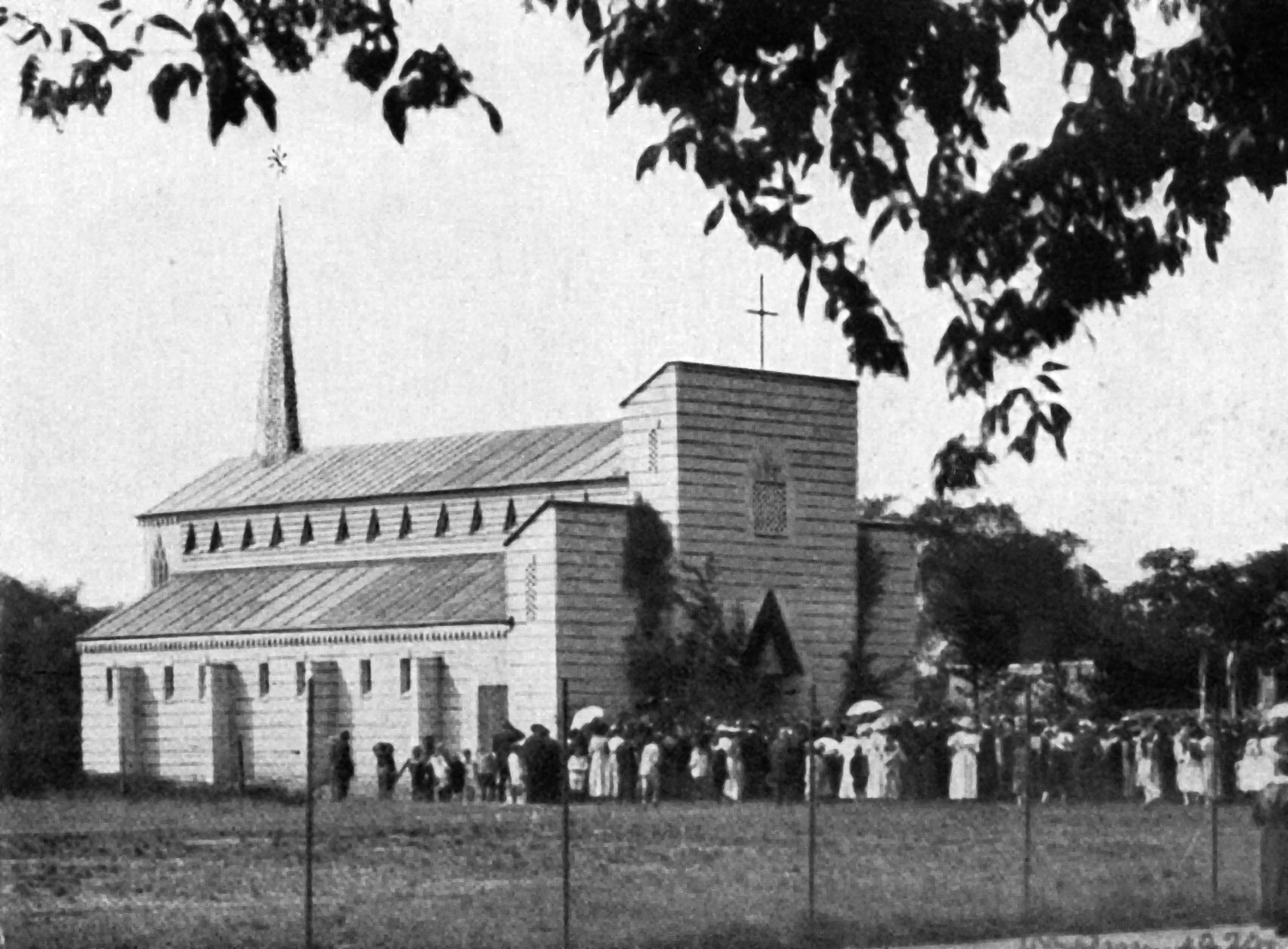
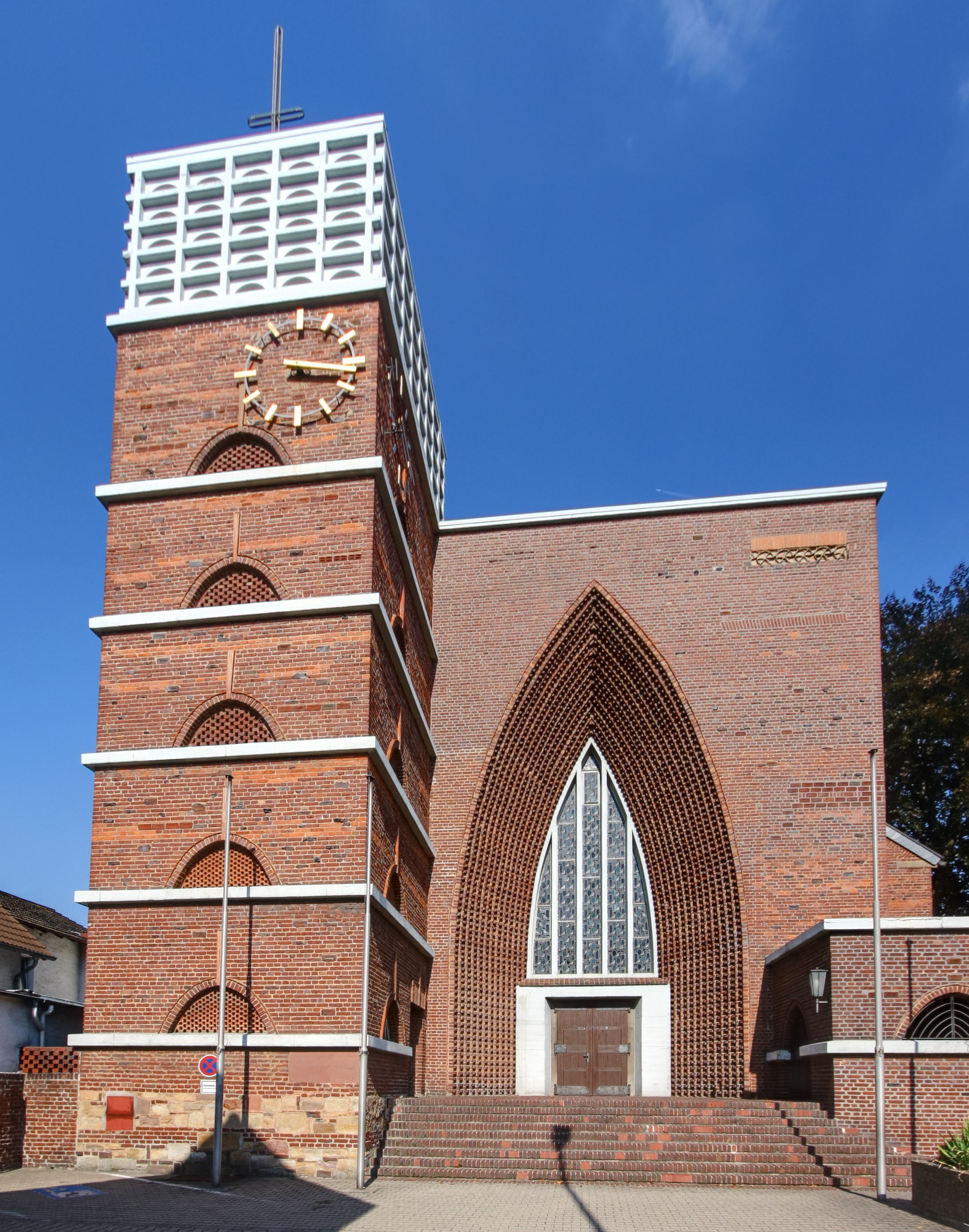
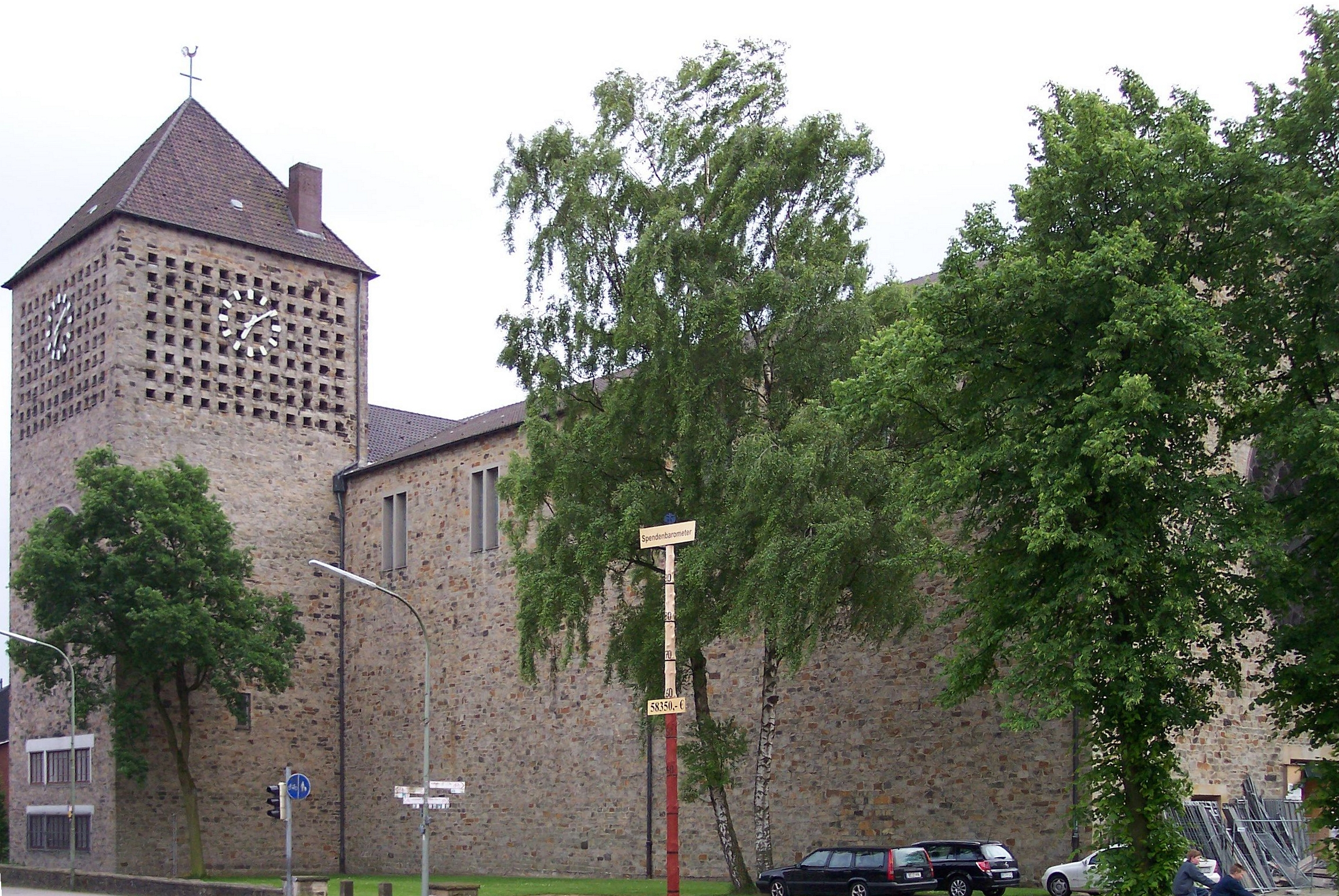
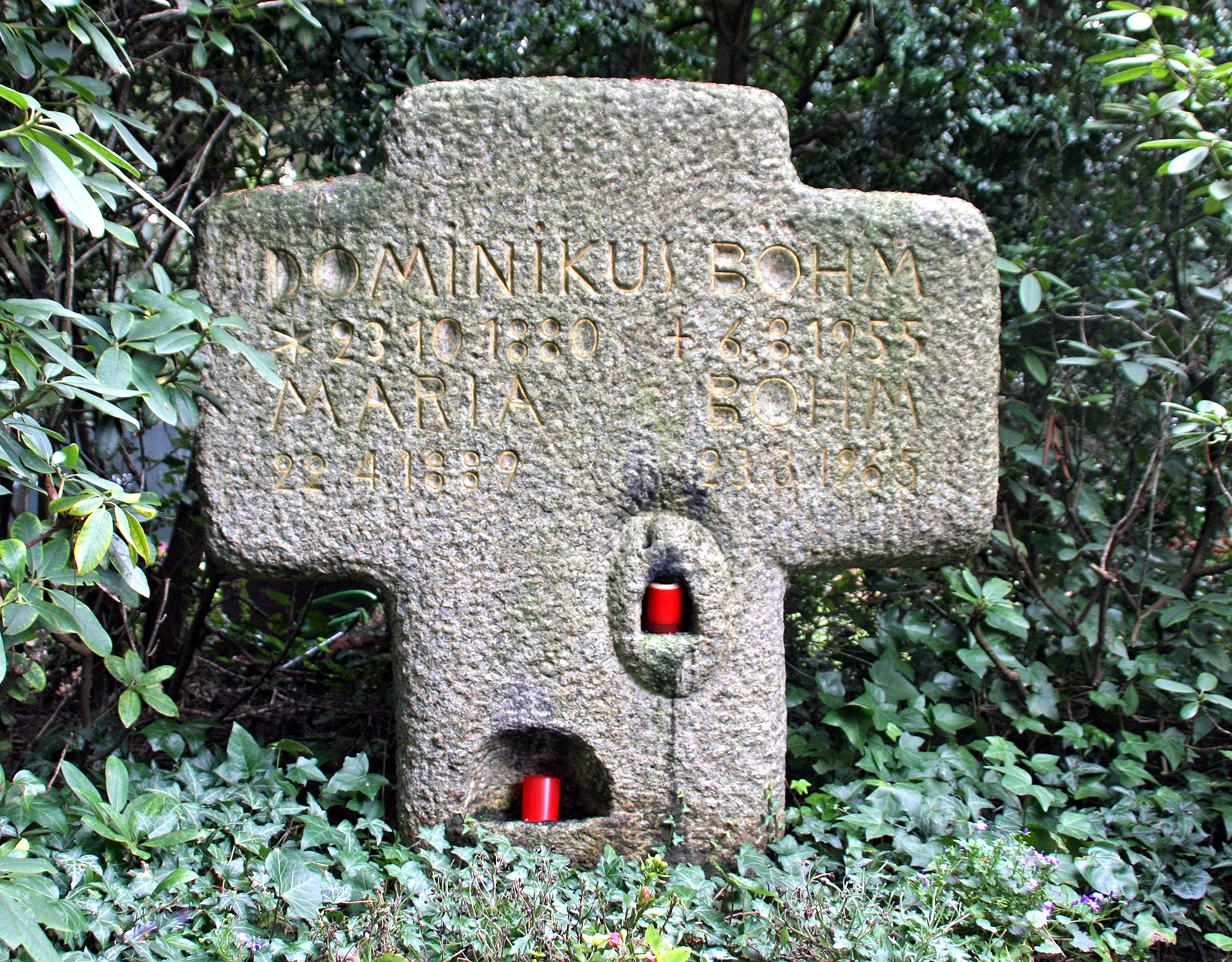
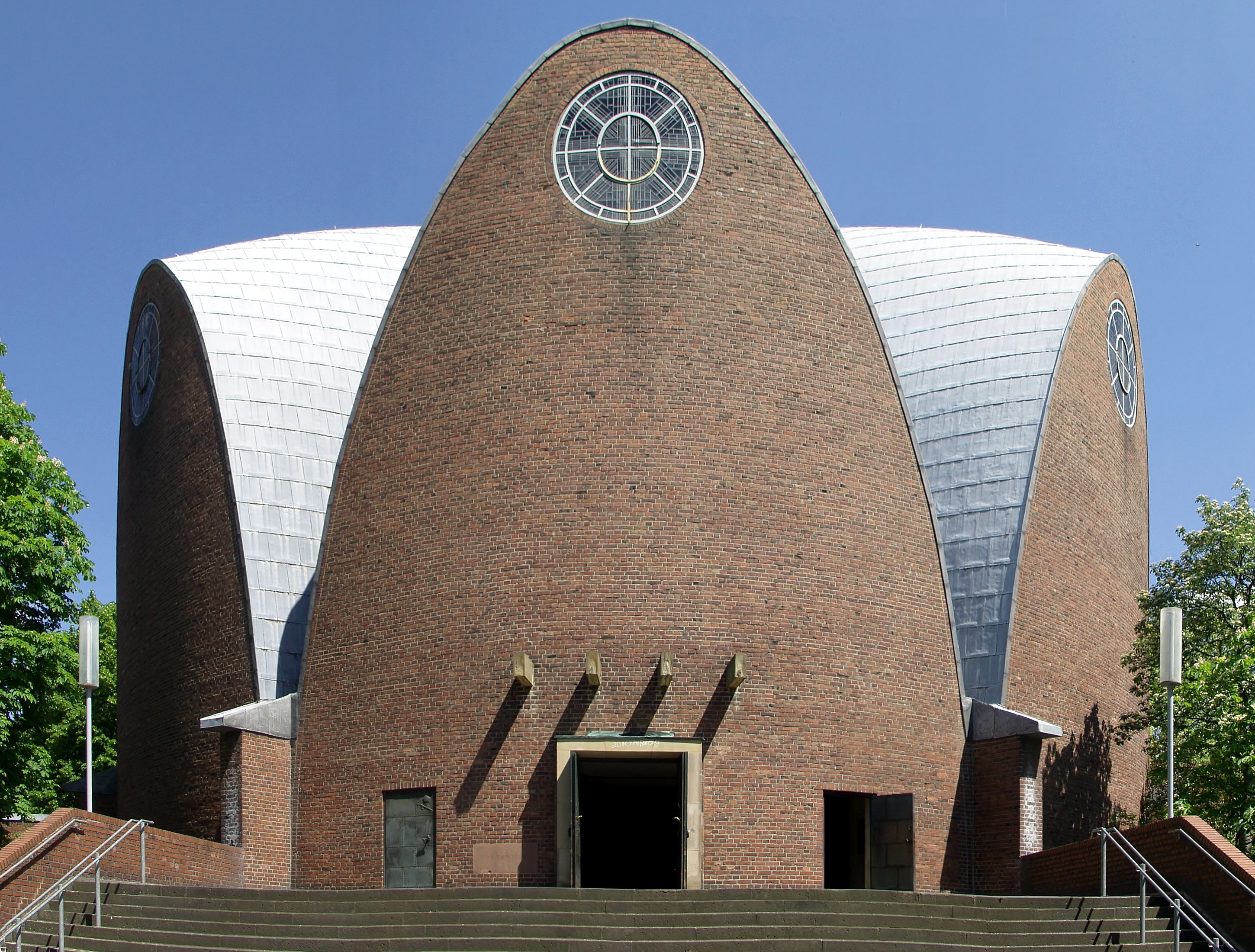

## روابط خارجية
- دومينيكوس بوم على موقع الموسوعة البريطانية (الإنجليزية)
- دومينيكوس بوم على موقع مونزينجر (الألمانية)